# Gli spettri del capitano Clegg
Gli spettri del capitano Clegg (Captain Clegg) è un film britannico del 1962 diretto da Peter Graham Scott ed interpretato da Peter Cushing e Oliver Reed.
Il film è tratto dal romanzo Doctor Syn: A Tale of the Romney Marsh di Russell Thorndike (non accreditato), che già era stato portato sugli schermi nel 1937 nel film Doctor Syn. Nel 1963 il romanzo avrà una nuova trasposizione in tre episodi della serie Disneyland, editati anche come film dal titolo L'inafferrabile primula nera.

## Trama
Il film inizia con un flashback del protagonista: nel 1776 su una nave pirata, un tribunale improvvisato sta giudicando un mulatto accusato di aver aggredito la moglie del suo capitano con l'intenzione di abusarne e ucciderla. L'imputato è stato condannato al taglio della lingua, delle orecchie e all'abbandono su di un'isola deserta senza né cibo né acqua.
Il film riprende 16 anni dopo su un'isola inglese vicina alla Francia, i cui abitanti vivono nel terrore di una loro leggenda: chiunque osi addentrarsi nelle paludi prossime al paese durante la notte, cade vittima di un drappello di spettri, e dove apparentemente è sepolto il noto pirata Nathaniel Clegg. Quella mattina, una pattuglia militare del re guidata dal capitano Howard Collier si reca su quest'isola per indagare su alcune operazioni di contrabbando. Infatti il reverendo locale, il dottor Blyss, guida un traffico di alcolici illegali. Una sera, durante una festa alla locanda, la compagnia militare scopre di avere ritrovato e salvato il mulatto abbandonato dal capitano Clegg, che, apparentemente ubriaco, aggredisce impetuosamente il dottor Blyss. Una volta andati via i soldati, i complici del capitano partono per scaricare le merci, ma un soldato rimasto laggiù se ne accorge, e quando tenta di fermarli viene pugnalato dal padrone della locanda: Mr. Rush, anch'esso immischiato nel traffico di alcolici; mentre il mulatto, affidato alla custodia del soldato, ne approfitta per fuggire. Durante la notte il mulatto entra nella casa del reverendo e lo assale, ma durante lo scontro, viene appiccato accidentalmente il fuoco, e mentre il dottor Blyss esce a cercare il mulatto fuggito, lascia mr. Rush a spegnere l'incendio, ma dopo averlo fatto, quest'ultimo trova un atto del capitano Clegg, scoprendo che Imogene, pupilla dell'oste, è la figlia del pirata. Dopo questo, mr. Rush torna a casa e tenta di violentare la ragazza, che fugge in biancheria intima dirigendosi alla casa del reverendo, dove la raggiunge successivamente anche Harry, figlio del governatore, di cui è innamorata, ricambiata. Dopo aver udito ciò che ha fatto l'oste, il giovane si reca alla locanda, dove ingaggia uno scontro feroce con quest'ultimo, ma sopraggiungono i soldati, che arrestano Harry e si dirigono verso la nave, ma nella palude vengono assaliti dagli spettri, che si scoprono essere il dottor Blyss e i suoi complici mascherati, portando il giovane in chiesa, dove il reverendo celebra il matrimonio tra lui e Imogene, che riescono a fuggire prima dell'arrivo dei soldati, i quali scoprono che in realtà il dottor Blyss è il capitano Clegg, e quando tentano di arrestarlo, i paesani si oppongono, in quanto gli sono grati per ciò che ha fatto per loro, ma il reverendo rimane ferito, e viene trasportato da un complice in cantina, dove però il mulatto lo trafigge con una lancia. Il film termina inquadrando la tomba ora piena del capitano Clegg.

## Produzione
È stato il primo film della Hammer dedicato ai pirati: seguirono infatti I pirati del fiume rosso (1962) e La nave del diavolo (1964).
Per evitare dispute legali con la Disney, che stava producendo anch'essa una riduzione cinematografica del romanzo di Thorndike, la Hammer preferì cambiare il nome del protagonista in Reverendo Blyss al posto del Dr. Syn della novella originale. Per le stesse ragioni nei titoli di testa del film non è riportato che esso è appunto tratto dal romanzo di Thorndike.